# 六項保證
六項保證（英語：Six Assurances）是美國對台灣關係的指引規範，是由美國政府在1982年與中華人民共和國政府簽署《八一七公報》時向中華民國政府提出。這〈六項保證〉是美國政府對於《八一七公報》內容的單方面澄清，並對台灣與美国国会雙方面提出保證，雖然美國先前已經與中華人民共和國建立正式外交關係，但對台灣的承諾不變。在2016年美國眾議院與參議院通過共同決議案，肯定〈六項保證〉與《臺灣關係法》皆是台美關係的指引方針，是美國一個中國政策的基石之一。《2018年亞洲再保證倡議法》重申依臺灣關係法、中美三個聯合公報及六項保證實現美國對台灣的承諾。
美国政府的〈六項保證〉和中美三个联合公报皆為政策的聲明，不具备強制效力。而中華人民共和國政府對於〈六項保證〉的主張予以否認。

## 歷史
1982年，美國政府與中華人民共和國政府協商中美第三份聯合公報，為了減少對台灣的衝擊，美国总统隆納·雷根透過美國在臺協會和中華民國總統蔣經國進行同步協商，進而形成〈六項保證〉。同年7月，美國政府知會美國國會，並由國務院致函給美國在臺協會辦事處處長李潔明正式向台灣提出。〈六項保證〉主要由美國在台協會理事主席丁大衛執筆，得到國務院台灣事務科協助。李潔明於7月14日向蔣經國傳達。:2288月17日，美國政府與中華人民共和國政府簽定《八一七公報》。8月18日，中華民國外交部對外公布〈六項保證〉的內容。
李潔明的回憶錄提及，當時雷根還對《八一七公報》做了一份備忘錄進一步解釋美方簽署公報的認知，以此取代公報作為對臺軍售的原則，經由國務卿舒茲和國防部長溫柏格簽名後擺入國家安全會議的保險箱中，日後每當出現對台軍售問題，這份備忘錄就會從保險箱中取出，將其視作為雷根對簽署《八一七公報》的真意:229-230；根據2019年8月30日雷根備忘錄的解密顯示，此備忘錄乃依循著《台灣關係法》的精神，指出美國同意減少對台軍售的意願全然以中國持續其和平解決台灣與中共分歧的承諾為先決條件，「眾人應清楚理解，上述二者之關聯性，是美國外交政策中一項恆久的必須之要求」，並提到美國對台提供武器之性能與數量完全視中華人民共和國所構成之威脅而定，無論就數量和性能而言台灣相對於中華人民共和國的防衛能力皆應得到維持。
2016年7月，美國眾議院与参议院先后通過《88号共同决议案》与《38号共同决议案》，以书面形式表述〈六项保证〉，指出〈六項保證〉與《台灣關係法》均為美台關係之重要基石，並要求總統和國務院公開承認這一點。此共同决议案仅旨在表达国会立场，雖无须总统签署生效，不具备任何法律效力，但其獲得總統和國會的背書，使其政治效力不可言喻。
最初雷根總統針對《八一七公報》的相關內容制定了對應的但書，由此產生對台〈六項保證〉的承諾宣言，而雷根總統將此但書頒布行政命令由閣員副署並製成備忘錄，原屬於總統單方面向國會提出的政策，還需要每屆總統確認是否遵守；不過後繼者為凸顯美國對此政策的宣示性，已於美國國會議決通過〈六項保證〉形成具體化背書，並仍依循著《台灣關係法》的精神運作，因此不須隨總統的更換變遷再確認，使其成為對台承諾及保證的延續性政策方針。而中美三个联合公报未具美國國會議決通過的背書，僅由總統簽署比照備忘錄性質的公報，因此亦是不具法律效力的政策協定，且其政治效力不如〈六項保證〉。
2016年7月18日，共和黨全國代表大會通過2016年黨綱，首度將〈六項保證〉納入共和黨黨綱。2024年8月19日，民主黨全國代表大會通過2024年黨綱，首度將〈六項保證〉納入民主黨黨綱。

## 具体内容

### 決議版本
2016年5月16日，眾議院通過無約束力決議，六項保證內容包括：
1. 美國未同意對台軍售設定期限﹔(We did not agree to set a date certain for ending arms sales to Taiwan)
2. 美國並不寻求為台灣與中華人民共和國之間作調停﹔(We see no mediation role for the United States between Taiwan and the PRC)
3. 美國也不會施加壓力要求台灣與中華人民共和國談判﹔(Nor will we attempt to exert pressure on Taiwan to enter into negotiations with the PRC)
4. 美國對台灣主權的长期立場沒有改變﹔(There has been no change in our longstanding position on the issue of sovereignty over Taiwan)
5. 美國並無計劃修改《台灣關係法》﹔及 (We have no plans to seek revisions to the Taiwan Relations Act; and)
6. 八一七公報的內容並不表示美國對台軍售之前會徵詢北京意見。(the August 17 Communiqué, should not be read to imply that we have agreed to engage in prior consultations with Beijing on arms sales to Taiwan)

### 其它版本
2015年10月28日，美國眾議院提出一項決議案草案「重申六項保證與台灣關係法均為美台關係之重要基石」。
1. 美國不會對台軍售設定终止日期﹔(The United States would not set a date for termination of arms sales to Taiwan)
2. 美國不會修改《台灣關係法》﹔(The United States would not alter the terms of the Taiwan Relations Act)
3. 美國對台軍售之前不會徵詢中國意見﹔(The United States would not consult with China in advance before making decisions about United States arms sales to Taiwan)
4. 美國並不為台灣與中國之間作調停﹔(The United States would not mediate between Taiwan and China)
5. 美國不會改變對台灣主權的立場，認為這個問題應該由雙方自行和平解決，美國不會施加壓力要求台灣與中國談判﹔及(The United States would not alter its position about the sovereignty of Taiwan which was, that the question was one to be decided peacefully by the Chinese themselves, and would not pressure Taiwan to enter into negotiations with China; and)
6. 美國不會正式承認中國對台灣的主權。(The United States would not formally recognize Chinese sovereignty over Taiwan.)

### 解密電報
1982年8月17日由時任美國國務卿喬治·舒茲發送給時任美國在台協會處長李潔明的電報揭示對台六項保證：
1. 美國未同意設定終止對台軍售的日期﹔(The United States has not agreed to set a date for ending arms sales to Taiwan)
2. 美國未同意就對台軍售議題向中華人民共和國徵詢意見﹔(The United States has not agreed to consult with the PRC on arms sales to Taiwan)
3. 美國不會在台北與北京之間擔任斡旋角色﹔(The United States will not play mediation role between Taipei and Beijing)
4. 美國未同意修訂《台灣關係法》﹔(The United States has not agreed to revise the Taiwan Relations Act)
5. 美國未改變關於台灣主權的立場﹔及(The United States has not altered its position regarding sovereignty over Taiwan; and)
6. 美國不會對台施壓，要求台灣與中華人民共和國進行談判。(The United States will not exert pressure on Taiwan to enter into negotiations with the PRC.)

## 相關議題
- 臺灣問題、臺海現狀
- 中華民國與美國關係（臺美關係）
  - 《中美共同防禦條約》
  - 《臺灣關係法》
  - 《臺灣旅行法》
  - 《臺灣保證法》
  - 《臺灣安全加強法案》
  - 《2018年亞洲再保證倡議法》
  - 《台灣友邦國際保護及加強倡議法》
  - 《國防授權法》
  - 美國在臺協會
  - 美國對臺軍售列表
- 中美關係
  - 《美中三個聯合公報》
  - 《美國－香港政策法》

## 外部連結
- Declassified Cables: Taiwan Arms Sales & Six Assurances (1982)（页面存档备份，存于）
- U.S.-PRC Joint Communique (1982) & Reagan Memo（页面存档备份，存于）
- U.S. Department of State Press Release - Nov. 10th, 2004
- The "Six Assurances" to Taiwan（页面存档备份，存于）
- The July 2007 CRS Report to Congress（页面存档备份，存于）
- Heritage Foundation: President Reagan's Six Assurances to Taiwan and Their Meaning Today
- Heritage Foundation: Why the Administration Should Reaffirm the "Six Assurances" to Taiwan